# Strzelba Atchisson AA-12
Auto Assault-12 (AA-12) – amerykańska strzelba automatyczna modernizowana i udoskonalana od roku 1987 przez firmę Military Police Systems Incorporated na podstawie strzelby Atchisson Assault Shotgun, która została zaprojektowana na początku lat 70. XX wieku przez Maxwella Atchissona. Broń strzela wyłącznie ogniem ciągłym, ale niska szybkostrzelność (ok. 300 strzałów na minutę) pozwala na oddawanie pojedynczych strzałów przez krótkie naciśnięcie spustu. Zasilana jest magazynkiem bębnowym o pojemności 20 lub 32 naboi bądź magazynkiem pudełkowym o pojemności 8 naboi. Prawa patentowe do strzelby Atchisson Assault Shotgun zostały sprzedane w 1987 roku firmie Military Police Systems Incorporated. Strzelba AA-12 testowana była m.in. w Iraku przez żołnierzy amerykańskiej piechoty morskiej.
Z konstrukcji tej broni wywodzi się także strzelba USAS-12.

## Historia
W roku 1987 Max Atchisson sprzedał prawa patentowe do strzelby Jerry'emu Baberowi z firmy Military Police Systems, Inc., mającej swoją siedzibę w Piney Flats (Tennessee). MPS po rozpoczęciu prac na bronią zmieniło jej nazwę na Auto Assault-12, a przez 18 lat pracy nad bronią (do roku 2005), wprowadziło 188 zmian i udoskonaleń w stosunku do pierwotnej wersji zaprojektowanej przez M. Atchissona. MPS w udoskonalaniu broni współpracowało z Action Manufacturing Company oraz Special Cartridge Company, by przystosować AA-12 do strzelania amunicją wybuchową FRAG-12.

## Budowa
AA-12 działa na zasadzie odprowadzania gazów prochowych przez boczny otwór w lufie. Zastosowanie tego typu zamka było nowością wśród broni tego segmentu, gdyż zdecydowanie częściej występuje on w pistoletach maszynowych czy też ciężkich karabinach maszynowych. Rurę gazową umieszczono nad lufą. Rączka zamkowa znajduje się na górnej powierzchni komory zamkowej pomiędzy podstawą muszki a podstawą celownika. Użyto mechanizmu uderzeniowego z kurkiem zakrytym. Skrzydełko przełącznika rodzaju ognia, pełniące również funkcję bezpiecznika znajduje się po lewej stronie broni nad chwytem pistoletowym. 
Broń strzela ogniem ciągłym z szybkostrzelnością 300 strzałów na minutę. Strzelba zasilana jest nabojem 12/70 (wagomiar 12 i łuska długości 70 mm). Zasilanie odbywa się z jednorzędowego magazynka pudełkowego o pojemności 8 naboi bądź magazynka bębnowego na 20 naboi lub o pojemności 32 naboi. Tylna ścianka magazynków bębnowych wykonana jest z półprzezroczystego tworzywa sztucznego, aby ułatwić kontrolę ilości naboi w magazynku. Gniazdo magazynka znajduje się na dolnej powierzchni komory zamkowej, przed chwytem pistoletowym. Za gniazdem magazynka znajduje się pionowa szyna, ułatwiającą jego ładowanie. Kolba stała, łoże oraz chwyt pistoletowy wykonane zostały z tworzywa sztucznego. Punkt podparcia kolby znajduje się na jednej linii z lufą (układ liniowy), rozwiązanie takie powoduje zmniejszenie podrzutu. Ze względu na to, że wszystkie mechanizmy strzelby AA-12 zostały wykonane ze stali nierdzewnej, a także w projekcie został uwzględniony luz na pojawiające się zanieczyszczenia, MPS twierdzi, że broń nie musi być często, a nawet w ogóle czyszczona czy smarowana. Natomiast konstruktor zaleca, aby AA-12 był czyszczony i smarowany po wystrzeleniu około 10 000 pocisków.

### Zmiany w porównaniu z Atchisson Assault Shotgun
Masa broni została zmniejszona do 4,76 kilograma (z 5,2 kg), a długość skrócona do 966 mm (z 991 mm), przy czym długość lufy została niezmieniona i nadal wynosi 457 mm.

### Model CQB
Wariant strzelby Atchisson AA-12, oznaczony jako CQB, ma 330-milimetrową lufę oraz jest lżejszy od podstawowego modelu o 227 gramów.

## Amunicja
AA-12 może używać różnych rodzajów amunicji 12/70, między innymi nabojów śrutowych, breneki czy też obezwładniających z pociskami gumowymi. Broń jest przystosowana także do strzelania flarami oraz specjalnymi pociskami odłamkowymi (fragmentacja wybuchowa) FRAG-12.

## Użycie
W 2004 roku wyprodukowano dziesięć sztuk AA-12, które zostały zaprezentowane United States Marine Corps.
Na uzbrojenie bezzałogowego systemu obronnego HAMMER (skonstruowanego przez More Industries), składają się dwie strzelby automatycznie AA-12, które zamontowane są na wieżyczce H2X-40. Natomiast firma Neural Robotics użyła tej strzelby do uzbrojenia swojego zdalnie sterowanego, bezzałogowego AutoCoptera.